# Notoxynus
Genre
Notoxynus est un genre de copépodes de la famille des Rhynchomolgidae.

## Distribution
Les espèces de ce genre se rencontrent dans l'océan Pacifique en Nouvelle-Calédonie et dans l'océan Indien à Madagascar.
Les espèces de ce genre sont associées à des anémones de mer et des Alcyonacea.

## Liste des espèces
Selon World Register of Marine Species (23 décembre 2017) :
- Notoxynus crinitus Humes, 1982
- Notoxynus lokobensis Kim I.H., 2009
- Notoxynus mundus Humes, 1975

## Publication originale
- Humes, 1975 : Cyclopoid copepods (Lichomologidae) associated with alcyonaceans in New Caledonia. Smithsonian Contributions to Zoology, no 191, p. 1-27.